# Friedrich Huch

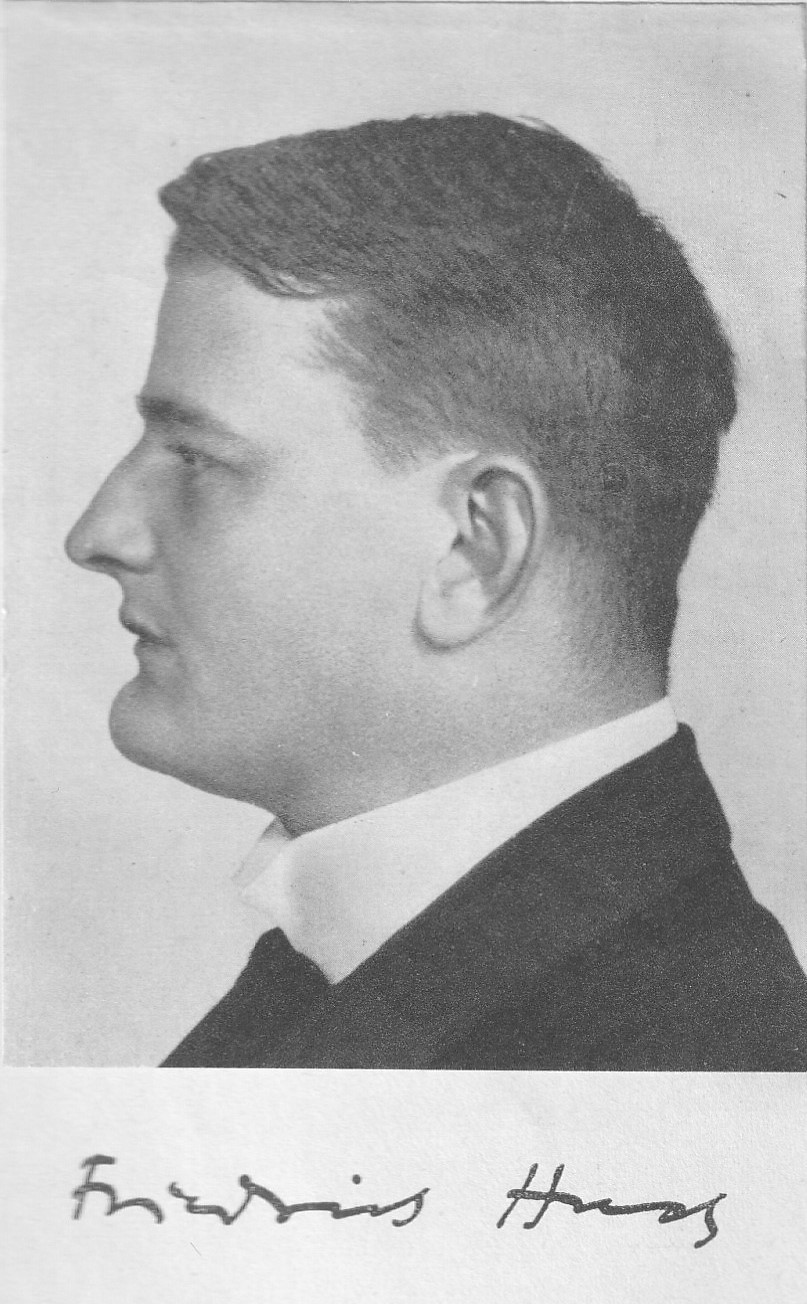
Friedrich Huch

Friedrich Huch (* 19. Juni 1873 in Braunschweig; † 12. Mai 1913 in München) war ein deutscher Dichter und Schriftsteller.

## Leben
Friedrich Huch wurde 1873 als ältestes Kind des Juristen William Huch und dessen zweiter Ehefrau Marie Huch, einer Tochter des Abenteuer- und Reiseschriftstellers Friedrich Gerstäcker, geboren und war ein Cousin von Ricarda Huch und deren Bruder Rudolf Huch. Sein Vater tötete sich 1888 selbst.
Nach seiner Reifeprüfung in Dresden studierte Huch Philologie an der Universität München, der Universität Paris und der Universität Erlangen und promovierte mit einer Arbeit Über das Drama ‚The Valiant Scot‘, by J. W. Gent. Danach war er als Hauslehrer in Hamburg und Lubochin in Polen tätig. Er war befreundet mit Ludwig Klages und stand in Kontakt mit Thomas Mann und Rainer Maria Rilke.
1904 wurde er freier Schriftsteller und lebte in München. Huch starb unerwartet im Alter von 39 Jahren an den Folgen einer Mittelohroperation. Thomas Mann hielt am 15. Mai 1913 die Trauerrede.

## Leistungen
Friedrich Huch schrieb feine psychologische Romane und wird meist der deutschen Dekadenzdichtung um die Jahrhundertwende zugeordnet. Sein Hauptwerk ist Pitt und Fox. Die Liebeswege der Brüder Sintrup (1909), eine Art Mischung zwischen Thomas Manns Bekenntnisse des Hochstaplers Felix Krull und Robert Musils Der Mann ohne Eigenschaften. In seinem „musikalischen Roman“ Enzio (1911) ist Wilhelm Furtwängler sein literarisches Vorbild. Am bekanntesten ist jedoch sein einfühlsamer Schülerroman Mao (1907) mit seiner magischen Symbolik geblieben. Mit den unter dem Einfluss von Ludwig Klages entstandenen Bänden „Träume“ und  „Neue Träume“ erhebt Huch die Traumaufzeichnung erstmals zu einer eigenständigen literarischen Gattung.

## Werke
- Peter Michel. Janssen, Hamburg 1901.
- Geschwister. Fischer, Berlin 1903.
- Träume. Fischer, Berlin 1904.
- Wandlungen. Fischer, Berlin 1905.
- Mao. Fischer, Berlin 1907.
- Pitt und Fox. Die Liebeswege der Brüder Sintrup. Langewiesche-Brand, Ebenhausen bei München 1909.
- Enzio. Mörike, München 1911.
- Tristan und Isolde. Lohengrin. Der fliegende Holländer. Drei groteske Komödien. Mörike, München 1911.
- Erzählungen. Georg Müller, München 1914.
- Neue Träume. Georg Müller, München 1914. Ausgabe von 1920 mit 20 Illustrationen von Alfred Kubin.
- Romane der Jugend. Fischer, Berlin 1934.